# Haja Hamounia
Haja Hamounia, née en 1937 à Safi, est une chanteuse marocaine du chaâbi et aussi  « ambassadrice de la musique aïta » sur plusieurs décennies : Hajja Hamounia est considérée comme une pionnière de l'aït abdia. Atteinte d'asthme, l'artiste s'est éteinte chez elle à Casablanca le mardi 2 juillet 2013 à l'âge de 76 ans.

## Discographie

### Albums
- Golou Yzid Ma Bgha Yzid[2]
- Tkabet El Kheil Aala El Kheil[3]